# La Flotte
La Flotte (auch La Flotte-en-Ré) ist eine Gemeinde mit 3131 Einwohnern (Stand 1. Januar 2022) auf der Insel Île de Ré an der Atlantikküste. Sie liegt im französischen Département Charente-Maritime in der Region Nouvelle-Aquitaine und gehört zum Arrondissement La Rochelle und zum Kanton Île de Ré. Sie ist als eines der Plus beaux villages de France (schönste Dörfer Frankreichs) klassifiziert.

## Geografie

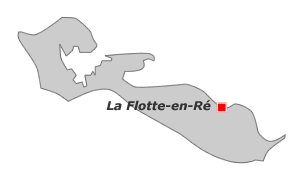
Die Lage des Ortes auf der Île de Ré

Das Dorf mit seinem kleinen Hafen befindet sich an der Nordküste der Île de Ré. Das Küstengebiet ist steil, hat aber einen schmalen vorgelagerten künstlichen Strand, der jährlich mit neuem Sand aufgeschüttet wird.
Der größte Ort der Insel, Saint-Martin-de-Ré ist nur vier Kilometer entfernt und das Festland um La Rochelle erreicht man nach zwölf Kilometern bei Rivedoux-Plage über die Brücke zum Festland, das ist die Departementsstraße D 735.

## Geschichte
In den Jahren der Französischen Revolution trug La Flotte kurzzeitig den Namen „La Constitution“.

### Bevölkerungsentwicklung
| Jahr                       | 1962 | 1968 | 1975 | 1982 | 1990 | 1999 | 2006 | 2016 |
| Einwohner                  | 1578 | 1681 | 1737 | 1878 | 2452 | 2737 | 2907 | 2754 |
| Quellen: Cassini und INSEE |      |      |      |      |      |      |      |      |

## Wappen
Beschreibung: Im gespaltenen Schild vorn in Gold ein roter Löwe mit einer Muschel auf dem Fell, hinten auf Blau mit goldenen Lilien besät ein zweimastiges silbernes Segelschiff mit drei geblähten Segel am Spalt.

## Sehenswürdigkeiten

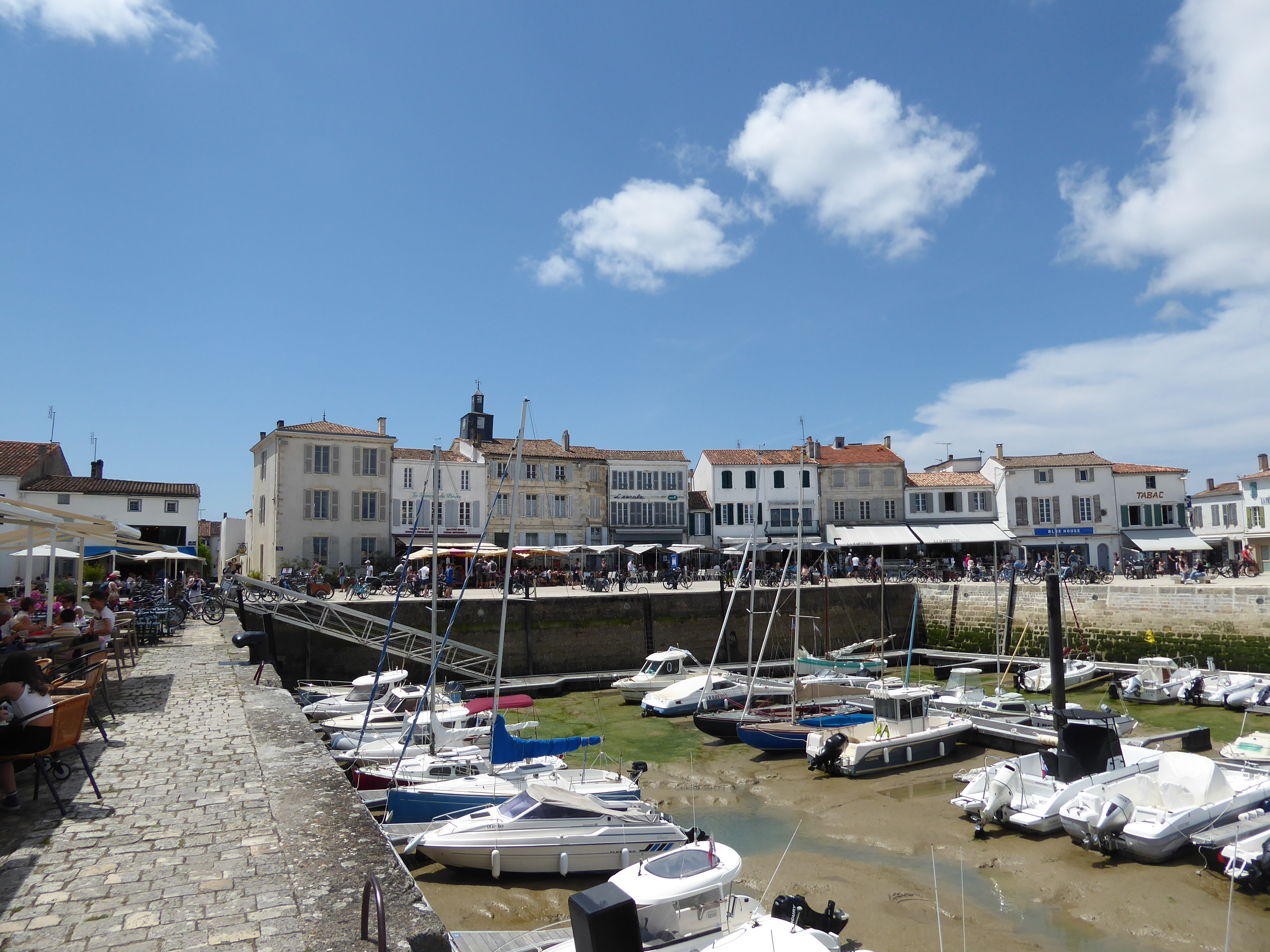
Hafen

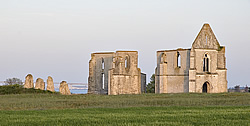
Abtei Notre-Dame-de-Ré

Siehe auch: Liste der Monuments historiques in La Flotte
- Hafen
- Kirche Ste-Catherine
- Ruine der Abtei Notre-Dame-de-Ré, genannt Les Châteliers, zwischen Rivedoux-Plage und La Flotte
- Festung Fort de La Prée, erbaut 1625 und 1685 von Vauban teilweise geschleift
- mittelalterlicher Marktplatz
- Masion Platin, heute vorwiegend ein Fischereimuseum, man erfährt dort aber auch viel über das Sammeln von Muscheln und über die Austernaufzucht; eine weitere Ausstellung widmet sich dem traditionellen Leben der lokalen Bevölkerung und schließlich findet man Fotos und detailgetreue Modelle aus den Anfängen des 20. Jahrhunderts

## Wirtschaft
Der Ort lebt im Wesentlichen von:
- Austernzucht, die ausschließlich an der Nordküste betrieben wird
- Fischerei
- Tourismus. Es gibt eine größere Anzahl von Hotels und Campingplätzen
- Seetourismus und Wassersport

In der Landwirtschaft werden überwiegend Kartoffeln, Spargel, weitere Gemüse und Wein angebaut. Der leichte bis mittelschwere Sandboden erlaubt den Anbau von Kartoffelsorten, die es in Frankreich sonst nirgends gibt. Sie dürfen als einzige Kartoffeln in Frankreich das Prädikat A.O.C. tragen und werden unter der geschützten Herkunftsbezeichnung Pomme de terre de l’Île de Ré vermarktet.